# هایپرآندروژنیسم

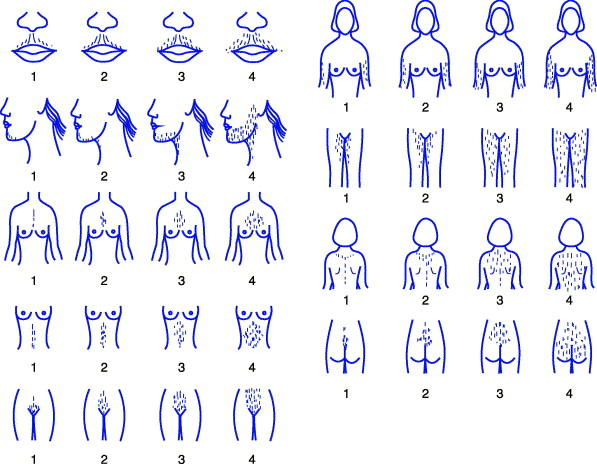
هیرسوتیسم (پرمویی) یک نشانه از هایپرآندروژنیسم می باشد. در این تصویر محل های رویش موی مردانه در هیرسوتیسم نشان داده شده است.

هیپرآندروژنیسم (انگلیسی: Hyperandrogenism) به مقدار بالای آندروژن در بدن گفته می‌شود و از نشانگان اولیه سندرم تخمدان پلی‌کیستیک (PCOS) است.
هیپرآندروژنیسم در دختران نوجوان همراه با آکنه و درماتیت سبوره‌ای و چرخه قاعدگی نامنظم دیده می‌شود.
در بیشتر موارد، این علائم گذرا هستند و بازتاب یک نارسائی از محور هیپوتالاموس-هیپوفیز-تخمدان می‌باشد.
تقریباً سه چهارم از بیماران سندرم تخمدان پلی‌کیستیک نشانه‌هایی از وجود هیپرآندروژنیسم را دارند (توسط معیارهای تشخیص NIH/مؤسسه ملی بهداشت کودکان و توسعه انسانی 1990)، تستوسترون آزادی که در حدود ۶۰٪ از بیماران وجود دارد تنها نشانه‌ای است که ثابت می‌کند آن‌ها سطوح غیرعادی از این هورمون را دارند.
همچنین هیپرآندروژنیسم می‌تواند ناشی از فعالیت بیش از حد غده فوق کلیوی، غده جنسی، آدنوم و کارسینوما در ترشح بیش از حد آندروژن یا هایپرپلازی و تومور سلول لیدیگ بیضه در مردان و تومور سلول سرتولی-لیدیگ در زنان باشد.
نشانه و علائم هیپرآندروژنیسم در زنان عبارتند از: آکنه، ریزش موی سر (ریزش موی آندروژنیک)، رویش بیش از حد مو در صورت و بدن (هیرسوتیسم)، تمایلات جنسی بالا، تحلیل رفتن پستان و... در مجموع، این علائم را به عنوان مردانه شدن می‌شناسند.
برای کنترل علائم هیپرآندروژنیسم مانند ریزش موی آندروژنیک می‌توان از ضد آندروژن‌هایی مثل استات سیپروترون، اسپیرونولاکتون و فلوتامید استفاده کرد.